# هندسة مستدامة

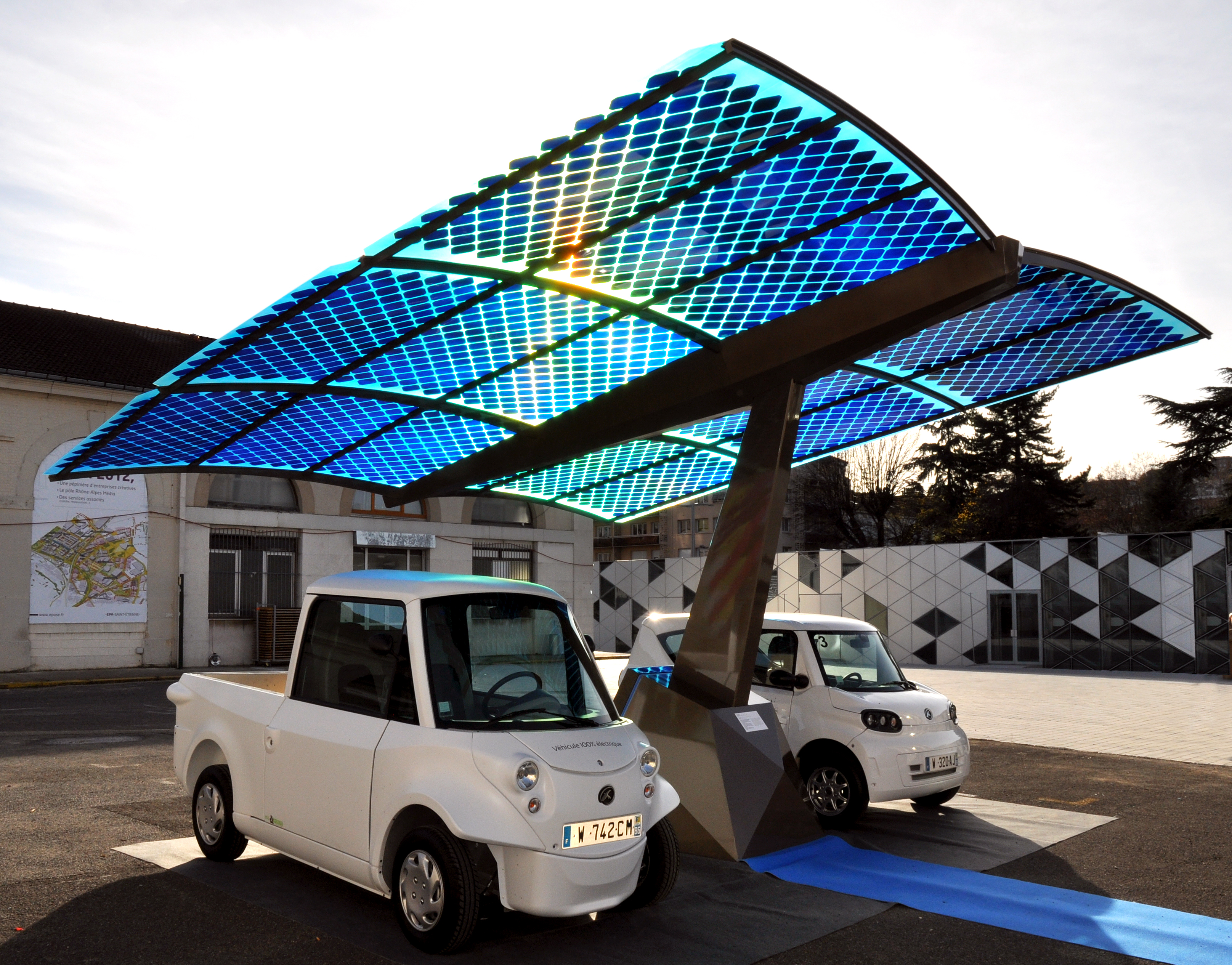

الهندسة المستدامة هي عملية تصميم نظم التشغيل واستخدام الطاقة والموارد على نحو مستدام، أي بمعدل الذي لا يضر البيئة الطبيعية، وبقدرة الأجيال المقبلة على تلبية احتياجاتها الخاصة.

## الهندسة المشتركة تركز على
•إمدادات المياه.
•إنتاج الغذاء.
•السكن والمأوى.
•الصرف الصحي وإدارة النفايات.
•تطوير الطاقة.
•النقل.
•المعالجة الصناعية.
•تنمية الموارد الطبيعية.
•تنظيف مواقع النفايات الملوثة.
•استعادة البيئات الطبيعية مثل الغابات والبحيرات، والجداول، والأراضي الرطبة.
•تحسين العمليات الصناعية للقضاء على النفايات وتقليل استهلاك.
•التوصية الاستخدام المناسب والمبتكر للتكنولوجيا.

## الأهداف المستقبلية
- إنشاء برنامج شامل لتحديد وتوفير المعلومات التي يحتاج المهندسين في البلدان النامية لتوفير الطاقة والمياه والغذاء والصحة، وغيرها من الاحتياجات الإنسانية الأساسية.
- منح التعليم للطلاب والمهندسين العاملين لجعلهم يدركون أهمية الاستدامة.
- المشارك في عمليات صنع القرار والمشاريع التي تحقق أداء.
- تحسين التعليم على الاستدامة وتقديم المساعدة في البلدان النامية.

## الإنجازات بين عامي 1992-2002
- شُكلت الشراكة العالمية للهندسة من أجل التنمية المستدامة (WEPSD)، وتولت المسؤولية عن المجالات التالية: إعادة تصميم المسؤوليات الهندسية والأخلاقيات بما يناسب التنمية المستدامة، وتحليل خطة طويلة الأجل وتطويرها، وإيجاد حل من خلال تبادل المعلومات مع الشركاء واستخدام التقنيات الجديدة، وحل مشاكل البيئة العالمية الحرجة مثل المياه العذبة والتغير المناخي.
- شُكلت كاسي غلوبال بشكل أساسي كمنصة للشركات والحكومات لمشاركة أفضل الممارسات، مع تولي مهمة تعزيز مسألة المسؤولية الاجتماعية للشركات والاستدامة، والمعرفة المرتبطة بهما. انضمت الآلاف من الشركات والكليات في جميع أنحاء العالم إلى كاسي غلوبال بهدف دعم هذه المهمة. تقدم كاسي أيضًا برامج الزمالة العالمية في التمويل/العمليات/التصنيع/ سلسلة التوريد وغير ذلك، مع تخصص مزدوج في الاستدامة. الفكرة في أن يغرس كل مهني الاستدامة في وظيفته الأساسية وصناعته. http://www.casiglobal.us/
- تطوير السياسات البيئية ومدونات الأخلاق والمبادئ التوجيهية للتنمية المستدامة.
- تفعيل ميثاق الأرض كمبادرة مجتمع مدني.
- انضمام البنك الدولي وبرنامج الأمم المتحدة للبيئة وصندوق البيئة العالمي إلى برامج التنمية المستدامة.
- إطلاق برامج لطلاب الهندسة والمهندسين الممارسين حول كيفية تطبيق مفاهيم التنمية المستدامة في عملهم.
- تطوير نُهج جديدة في العمليات الصناعية.

## الإسكان المستدام
بلغ متوسط استهلاك الكهرباء السنوي لعميل المرافق السكنية في الولايات المتحدة 10908 كيلوواط/ساعة في عام 2013، بمتوسط 909 كيلووات/ساعة شهريًا. سُجل أعلى استهلاك سنوي في لويزيانا، إذ بلغ 15.270 كيلوواط/ساعة، وسُجل أقل استهلاك في هاواي وبلغ 6176 كيلوواط/ساعة. يستخدم القطاع السكني نفسه 18% من إجمالي الطاقة المولدة، وبالتالي، قد يخفّض دمج ممارسات البناء المستدامة هذا الرقم الكبير. تشمل ممارسات البناء المستدامة الأساسية:
1. المواقع والأماكن المستدامة: يعدّ المكان الذي نختاره للبناء أحد العناصر الهامة في الأسلوب الأخضر، وغالبًا ما يُغفل عنه. يسمح تجنب المواقع غير الملائمة مثل الأراضي الزراعية، وتحديد الموقع بالقرب من البنية التحتية الموجودة أساسًا، مثل الطرق والمجاري وأنظمة تصريف مياه الأمطار والمرور، للبناة بتقليل التأثير السلبي على محيط المنزل.
2. ترشيد استهلاك المياه: يمكن الحفاظ على المياه اقتصاديًا عن طريق تركيب تجهيزات منخفضة التدفق والتي لها نفس تكلفة النماذج الأقل كفاءة غالبًا. يمكن توفير المياه في تطبيقات تنسيق الحدائق ببساطة عن طريق اختيار النباتات المناسبة.
3. المواد: تتضمن المواد الخضراء العديد من الخيارات المختلفة. يفترض الناس غالبًا أن كلمة «خضراء» تعني المواد المعاد تدويرها، ولكن رغم اعتبار هذه المواد المعاد تدويرها خيارًا، إلا أن المواد الخضراء تشمل أيضًا المواد المعاد استخدامها والمواد المتجددة مثل الخيزران والفلين أو المواد المحلية في منطقتك. على المادة الخضراء ألا تكون أكثر تكلفة أو ذات جودة أقل أو أعلى. معظم المنتجات الخضراء قابلة للمقارنة مع نظيراتها غير الخضراء.
4. حفظ الطاقة: يمكن أن يكون الحفاظ على الطاقة أهم عنصر في البناء الأخضر. يمكن للمنازل الاستفادة من انخفاض استهلاك الطاقة أو التأهل كمنزل خالٍ من الطاقة، من خلال تنفيذ التصاميم السلبية والألواح الهيكلية المعزولة والإضاءة الفعالة والطاقة المتجددة مثل الطاقة الشمسية والطاقة الحرارية الجوفية.
5. الجودة البيئة داخل المنازل: تلعب جودة البيئة الداخلية دورًا محوريًا في صحة الشخص. يمكن إنشاء بيئة صحية بشكل أكبر من خلال تجنب المواد الخطرة الموجودة في الطلاء والسجاد والتشطيبات الأخرى. من المهم أيضًا توافر تهوية مناسبة وإضاءة نهارية وافرة.[4]

### اقتصاديّات
1. ترشيد استهلاك المياه: يمكن للمنزل الذي شُيّد حديثًا استخدام المنتجات التي تحمل ملصق ووترسينس دون أي تكاليف إضافية، وتوفير المياه بنسبة 20% عند تضمين التوفير في استخدام سخان المياه والمياه نفسها.
2. ترشيد استهلاك الطاقة: يعد الحفاظ على الطاقة بالتأكيد الأكثر قيمةً عندما يتعلق الأمر بأقساط تكلفة التنفيذ، ويتمتع بأكبر إمكانية لتحقيق اقتصاديّات. يمكن تحقيق الحد الأدنى من المدخرات دون أي تكلفة إضافية من خلال اتباع استراتيجيات التصميم السلبي. تتمثل الخطوة التالية للتصميم السلبي في مستوى التفكير الأخضر (وفي النهاية مستوى التوفير) في استخدام مواد بناء مغلفة متطورة، مثل الألواح الهيكلية المعزولة، إذ يمكن تثبيت هذه الألواح بتكلفة 2 دولار لكل قدم طولي من الجدار الخارجي، أي بما يعادل قسطًا إجماليًا أقل من 500 دولار لمنزل نموذجي من طابق واحد، مما يحقق توفيرًا في الطاقة بنسبة 50%. يبلغ متوسط نفقات الطاقة السنوية لمنزل من أسرة واحدة 2200 دولارًا، وفقًا لوزارة الطاقة، لذلك يمكن للألواح الهيكلية المعزولة توفير ما يصل إلى 1100 دولارًا في السنة. من الضروري تنفيذ تطبيقات الطاقة المتجددة علاوة على ميزات أخرى، لتحقيق الاقتصاديات المرتبطة بالبناء منخفض الطاقة. يمكن لنظام الطاقة الحرارية الجوفية أن يحقق هذا الهدف بعلاوة تكلفة تقارب 7 دولارات للقدم المربع، بينما يتطلب النظام الكهروضوئي (الشمسي) ما يصل إلى 25000 دولار كقسط إجمالي.[4]

## روابط خارجية
- Vanegas, Jorge.(2004). “Sustainable Engineering Practice – An introduction”. ASCE publishing.
- أنطاليا, (1997). “XI World Forestry Congress”, (Volume 3, topic 2), retrieved from http://www.fao.org/forestry/docrep/wfcxi/publi/v3/T12E/2-3.HTM
- http://www.sustainableengineeringdesign.com
- https://engineering.purdue.edu/EEE/Research/Areas/sustainable.html
- http://www7.caret.cam.ac.uk/sustainability.htm
- http://www.aaas.org/programs/international/caip/events/fall97/sanio.html